# Go! (Daryl Stuermer)
Go! è un album di Daryl Stuermer, pubblicato nel 2007. Nelle sue 10 tracce, la melodia principale è data dalla chitarra solista dello stesso Stuermer, ma non mancano importanti accenni di tastiera, il fondamentale accompagnamento del basso e della batteria. Completato nel 2006, verrà pubblicato solo nel 2007 a causa di problemi nella scelta della casa discografica.

## Altri musicisti
- Kostia: Tastiere
- Leland Sklar: Basso (tracce 1-5, 7)
- Eric Hervey: Basso (tracce 6, 8, 9, 10)
- John Calarco: Batteria

## Tracce
1. Striker – 4:52
2. Masala Mantra – 4:10
3. Greenlight – 3:59
4. Dream In Blue – 5:42
5. Breaking Point – 4:25
6. Urbanista – 6:34
7. Heavy Heart – 5:19
8. Meltdown – 4:34
9. The Archer – 4:24
10. Omnibus – 3:38